# فهرست دستاوردها و عملکردهای برجسته در بیلبورد هات ۱۰۰
بیلبورد هات ۱۰۰ یک جدول از تک آهنگ‌های منتشر شده‌است که محبوب‌ترین تک آهنگ‌ها را در ایالات متحده می‌سنجد. قبل از ایجاد هات ۱۰۰، بیلبورد چهار جدول تک‌آهنگ منتشر می‌کرد: «پرفروش‌ترین‌ها در فروشگاه‌ها»، «بیش‌ترین پلی‌شده‌ها توسط جوکی‌ها»، «بیشترین پلی‌شده‌ها در جوک‌باکس‌ها» و «تاپ ۱۰۰». این جدول‌ها که از ۲۰ تا ۱۰۰ اسلات ظرفیت متغیر بودند، در بین سال‌های ۱۹۵۷ و ۱۹۵۸ حذف شدند. اگرچه از نظر فنی، این‌ها بخشی از تاریخچه هات ۱۰۰ نیستند، اما داده‌های انتخابی از این جدول‌ها برای مقاصد محاسباتی استفاده شده‌اند. در طول تاریخ، هات ۱۰۰ و جدول‌های قبلی آن، آنها آهنگ‌ها را از نظر مدت زمان محبوبیت آنها یا تعداد تک آهنگ‌های موفق توسط یک هنرمند را به ثبت رسانده‌اند. از جمله این رکوردها می‌توان به طولانی‌ترین تک آهنگ شماره یک «جاده شهرک قدیمی» از لیل ناز اکس اشاره کرد که ۱۹ هفته را در بالاترین موقعیت سپری کرد. گروه بیتلز با ۲۰ آهنگ، بیشترین تعداد تک آهنگ نامبر وان را در تاریخ جدول دارند.

## دستاوردهای کلی
در سال ۲۰۰۸، به مناسبت پنجاهمین سالگرد هات ۱۰۰، مجله بیلبورد رتبه‌بندی ۱۰۰ آهنگ برتر جدول در طول ۵۰ سال را جمع‌آوری کرد. در سال ۲۰۱۳، بیلبورد در پنجاه و پنجمین سالگرد چارت، رتبه‌بندی را اصلاح کرد. در سال ۲۰۱۵، بیلبورد دوباره رتبه‌بندی را اصلاح کرد. در سال ۲۰۱۸، رتبه‌بندی‌ها دوباره برای شصتمین سالگرد جدول بیلبورد بازنگری شد. در سال ۲۰۲۱، «پرتوهای کورکننده» به رتبه اول فهرست صعود کرد و بیلبورد دوباره رتبه‌بندی‌ها را اصلاح کرد. در زیر ۱۰ آهنگ برتر و ۱۰ هنرمند برتر در دوره ۶۳ ساله هات ۱۰۰ تا نوامبر ۲۰۲۱ نشان داده شده‌است. همچنین هنرمندانی که بیشترین آهنگ‌ها را در فهرست ۱۰۰ آهنگ برتر تمام دوران داشته‌اند، نشان داده شده‌اند.

### ۱۰ آهنگ برتر تمام دوران (۱۹۵۸–۲۰۲۱)
| رتبه | تک آهنگ                    | سال انتشار      | هنرمند(ها)                             | بالاترین جایگاه و مدت    |
| ---- | -------------------------- | --------------- | -------------------------------------- | ------------------------ |
| ۱.   | پرتوهای کورکننده           | ۲۰۱۹            | د ویکند                                | نامبر وان به مدت ۴ هفته  |
| ۲.   | توییست                     | ۱۹۶۰, ۱۹۶۱ (re) | چابی چکر                               | نامبر وان به مدت ۳ هفته  |
| ۳.   | ملایم                      | ۱۹۹۹            | سانتانا با همکاری راب توماس            | نامبر وان به مدت ۱۲ هفته |
| ۴.   | مک د نایف                  | ۱۹۵۹            | بابی دارین                             | نامبر وان به مدت ۹ هفته  |
| ۵.   | فانک بالاشهری              | ۲۰۱۵            | مارک رانسون با همکاری برونو مارس       | نامبر وان به مدت ۱۴ هفته |
| ۶.   | چگونه زندگی کنم            | ۱۹۹۷            | لیان رایمز                             | شماره ۲ به مدت ۵ هفته    |
| ۷.   | سرود پارتی راک             | ۲۰۱۱            | ال‌ام‌اف‌ای‌او با همکاری لارن بنت و گون‌راک | نامبر وان به مدت ۶ هفته  |
| ۸.   | یه حسی دارم                | ۲۰۰۹            | بلک آید پیز                            | نامبر وان به مدت ۱۴ هفته |
| ۹.   | ماکارنا (بی‌ساید بویز میکس) | ۱۹۹۶            | لوس دل ریو                             | نامبر وان به مدت ۱۴ هفته |
| ۱۰.  | شکل تو                     | ۲۰۱۷            | اد شیرن                                | نامبر وان به مدت ۱۲ هفته |

منبع:

### ۱۰ هنرمند برتر تمام دوران (۱۹۵۸–۲۰۲۱)
| رتبه | هنرمند        |
| ---- | ------------- |
| ۱.   | بیتلز         |
| ۲.   | مدونا         |
| ۳.   | التون جان     |
| ۴.   | الویس پرسلی   |
| ۵.   | ماریا کری     |
| ۶.   | استیوی واندر  |
| ۷.   | جنت جکسون     |
| ۸.   | مایکل جکسون   |
| ۹.   | ویتنی هیوستون |
| ۱۰.  | ریحانا        |

منبع: